# بلانلي (أديامان)
بلانلي (بالكردية: Palanli‏) (بالتركية: Palanlı)‏ هي قرية كرديّة تتبع إداريّاً لمديرية أديامان في محافظة أديامان التركية الواقعة في جنوب شرق الأناضول. وبلغ عدد سكانها 191 نسمة في عام 2021.